# Wedast z Arras
Wedast (Waast) z Arras, fr. Vaast d’Arras, również Gaston, ang. Foster (ur. ok. 453 koło Limoges, zm. 539 lub 540 w Arras) – pierwszy biskup diecezji Arras (od ok. 500 do 540) i późniejszej Cambrai, święty Kościoła katolickiego.
Wedast urodził się w drugiej połowie V wieku. Święcenia kapłańskie przyjął w Toulu, gdzie udał się po opuszczeniu domu rodzinnego. Z polecenia św. Remigiusza, ówczesnego biskupa Reims, miał przygotować w 496 roku chrzest Chlodwiga. W tym czasie zajmował się katechezą i troszczył o biednych. W ok. 500 roku z rąk św. Remigiusza otrzymał sakrę i objął biskupstwo w Arras, mieście zniszczonym przez Hunów, biedy i podupadłej wiary. Urząd biskupi sprawował przez czterdzieści lat.
Jego następcami byli Dominicus i Vedulphus. Po śmierci tego ostatniego biskupstwo zostało przeniesione do diecezji Cambrai i dopiero w 1093 roku ponownie powróciło do diecezji Arras.
Po śmierci Wedast został pochowany w starej katedrze NMP. Później jego relikwie zostały przeniesione do kaplicy, którą wybudowano ku czci świętego. W 667 roku siódmy biskup Arras i Cambrai św. Autbert zaczął budować w miejsce kaplicy benedyktyńskie opactwo św. Wedasta. Relikwie trafiły do nowego kościoła pod koniec VII wieku pod rządami następcy św. Autberta, który budowlę ukończył. W tymże wieku powstało również Vita św. Wedasta (Vita Vedastis episcopi Atrebatensis duplex) autorstwa Jonasza z Bobbio.
Święty Wedast jest patronem niepełnosprawnych osób i dzieci.
Jego wspomnienie liturgiczne obchodzone jest 6 lutego.